# Огнєн Б'єличич
Огнєн Б'єличич (серб. Ognjen Bjeličić, нар. 29 липня 1997, Белград) — сербський футболіст, нападник мальтійського клубу «Хамрун Спартанс».

## Ігрова кар'єра
Народився 29 липня 1997 року в місті Белград. Вихованець юнацьких команд футбольних клубів «Црвена Звезда» та «Рад». У дорослому футболі дебютував 2016 року виступами за команду «Синджелич», в якій провів один сезон, взявши участь у 14 матчах першої ліги Сербії.
Своєю грою за цю команду привернув увагу представників тренерського штабу клубу «Інджія», до складу якого приєднався 2017 року. Відіграв за команду з Інджії наступні три сезони своєї ігрової кар'єри. Більшість часу, проведеного у складі «Інджії», був основним гравцем атакувальної ланки команди і 2019 року допоміг команді вийти до Суперліги.
Згодом з початку 2020 року два з половиною сезони грав у складі іншої вищолігової команди «Раднички» (Ниш), а влітку 2022 року став гравцем мальтійського клубу «Хамрун Спартанс». З командою Огнєн став дворазовим чемпіоном Мальти, а також володарем Суперкубка країни у 2023 році.
Влітку 2024 року Б'єличич відправився на батьківщину, ставши гравцем клубу «Нові-Пазар», але вже на початку 2025 року знов повернувся у «Хамрун Спартанс», з яким того ж року знову став чемпіоном Мальти. Станом на 5 липня 2025 року відіграв за хамрунський клуб 12 матчів в національному чемпіонаті.

## Статистика виступів

### Статистика клубних виступів
Статистика оновлена станом на 18 грудня 2020 року.
| Сезон                      | Команда                    | Чемпіонат                  | Чемпіонат | Чемпіонат | Національний кубок | Національний кубок | Національний кубок | Континентальні кубки | Континентальні кубки | Континентальні кубки | Інші змагання | Інші змагання | Інші змагання | Усього | Усього | Усього |
| Сезон                      | Команда                    | Ліга                       | Ігор      | Голів     | Ліга               | Ігор               | Голів              | Ліга                 | Ігор                 | Голів                | Ліга          | Ігор          | Голів         | Ігор   | Голів  |        |
| -------------------------- | -------------------------- | -------------------------- | --------- | --------- | ------------------ | ------------------ | ------------------ | -------------------- | -------------------- | -------------------- | ------------- | ------------- | ------------- | ------ | ------ | ------ |
| 2015–16                    | «Синджелич»                | 1Л                         | 2         | 0         | КС                 | 0                  | 0                  |                      | -                    | -                    |               | -             | -             | 2      | 0      |        |
| 2016–17                    | «Синджелич»                | 1Л                         | 12        | 0         | КС                 | 1                  | 0                  |                      | -                    | -                    |               | -             | -             | 13     | 0      |        |
| Усього за «Синджелич»      | Усього за «Синджелич»      | Усього за «Синджелич»      | 14        | 0         |                    | 1                  | 0                  |                      | -                    | -                    |               | -             | -             | 15     | 0      |        |
| 2017–18                    | «Інджія»                   | 1Л                         | 23        | 2         | КС                 | 2                  | 0                  |                      | -                    | -                    |               | -             | -             | 25     | 2      |        |
| 2018–19                    | «Інджія»                   | 1Л                         | 26+2      | 0         | КС                 | 1                  | 0                  |                      | -                    | -                    |               | -             | -             | 27     | 0      |        |
| 2019-січ. 2020             | «Інджія»                   | СЛ                         | 17        | 0         | КС                 | 2                  | 0                  |                      | -                    | -                    |               | -             | -             | 19     | 0      |        |
| Усього за «Інджію»         | Усього за «Інджію»         | Усього за «Інджію»         | 68        | 2         |                    | 5                  | 0                  |                      | -                    | -                    |               | -             | -             | 73     | 2      |        |
| січ.-черв. 2020            | «Раднички» (Ниш)           | СЛ                         | 7         | 0         | КС                 | 1                  | 0                  |                      | -                    | -                    |               | -             | -             | 8      | 0      |        |
| 2020–21                    | «Раднички» (Ниш)           | СЛ                         | 11        | 0         | КС                 | 2                  | 0                  |                      | -                    | -                    |               | -             | -             | 13     | 0      |        |
| Усього за «Раднички» (Ниш) | Усього за «Раднички» (Ниш) | Усього за «Раднички» (Ниш) | 18        | 0         |                    | 3                  | 0                  |                      | -                    | -                    |               | -             | -             | 21     | 0      |        |
| Усього за кар'єру          | Усього за кар'єру          | Усього за кар'єру          | 100       | 2         |                    | 9                  | 0                  |                      | -                    | -                    |               | -             | -             | 109    | 2      |        |

## Титули і досягнення
- Чемпіон Мальти (2):

«Хамрун Спартанс»: 2022/23, 2023/24, 2024/25
- Володар Суперкубка Мальти (1):

«Хамрун Спартанс»: 2023